# 梨谷駅
梨谷駅（イゴクえき）は、大韓民国大邱広域市達西区にある大邱都市鉄道2号線の駅である。駅番号は(222)。

## 駅構造
- 島式ホーム1面2線の地下駅。

## 駅周辺
- 梨谷1洞住民センター
- 大邱城西初等学校
- 城西産業団地
- 大邱城池初等学校
- 城山中学校
- 城池中学校
- 城西高等学校

## 歴史
- 2005年10月18日 - 梨谷駅として開業。

## 利用状況
| 路線   | 利用人数 | 利用人数 | 利用人数 | 利用人数 | 利用人数 | 利用人数 | 利用人数 | 利用人数 | 利用人数 | 利用人数 |
| 路線   | 2005年   | 2006年   | 2007年   | 2008年   | 2009年   | 2010年   | 2011年   | 2012年   | 2013年   | 2014年   |
| ------ | -------- | -------- | -------- | -------- | -------- | -------- | -------- | -------- | -------- | -------- |
| ●2号線 | 3904人   | 4400人   | 4317人   | 4468人   | 4463人   | 4605人   | 4730人   | 4795人   | 4802人   | 4781人   |

## 隣の駅
大邱交通公社
●2号線
城西産業団地駅 (221) - 梨谷駅 (222) - 龍山駅(223)